# Saint-Nicolas-de-Pierrepont
Saint-Nicolas-de-Pierrepont est une commune française, située dans le département de la Manche en région Normandie, peuplée de 299 habitants.

## Géographie

### Localisation
Entre collines (monts Étenclin, de Doville, de Besneville) et marais (la Sangsurière et l'Adriennerie), Saint-Nicolas-de-Pierrepont est à 10 km de la mer et 6 km de La Haye-du-Puits.
Les communes limitrophes sont Doville, Saint-Sauveur-de-Pierrepont et La Haye.

### Hydrographie
La commune est située dans le bassin Seine-Normandie. Elle est drainée par le Buisson, un bras du Gorget, le cours d'eau 10 du Gorget, le fossé 01 de la Hurie, le fossé 13 du Gorget et divers autres petits cours d'eau,.
Le Buisson, d'une longueur de 13 km, prend sa source dans la commune de Montsenelle et se jette dans le Fil de Gorges à Saint-Sauveur-le-Vicomte, après avoir traversé sept communes.

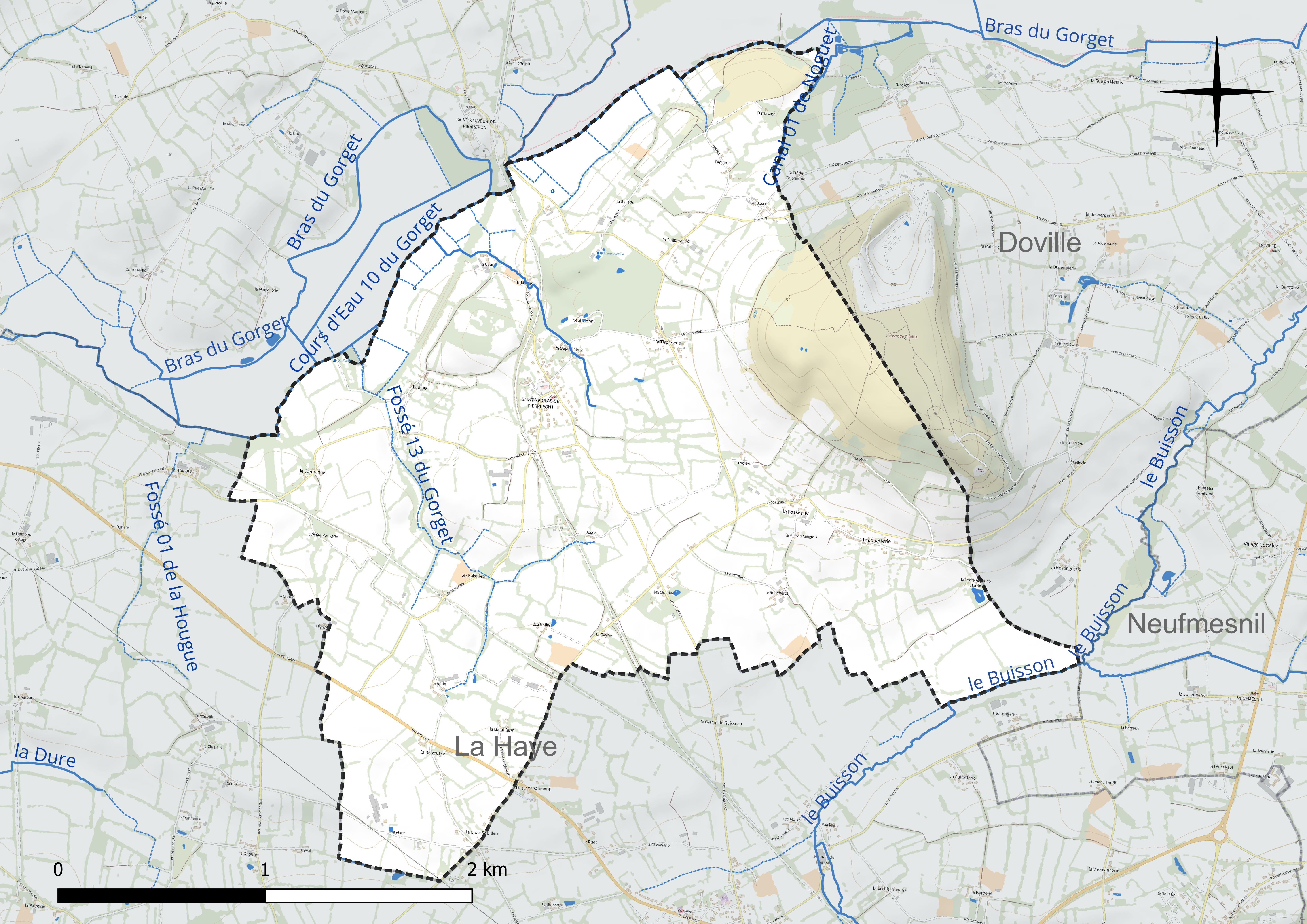
Réseau hydrographique de Saint-Nicolas-de-Pierrepont.

### Climat
Pour des articles plus généraux, voir Climat de la Normandie et Climat de la Manche.
En 2010, le climat de la commune est de type climat océanique franc, selon une étude du CNRS s'appuyant sur une série de données couvrant la période 1971-2000. En 2020, Météo-France publie une typologie des climats de la France métropolitaine dans laquelle la commune est exposée à un climat océanique et est dans la région climatique  Normandie (Cotentin, Orne), caractérisée par une pluviométrie relativement élevée (850 mm/a) et un été frais (15,5 °C) et venté. Parallèlement le GIEC normand, un groupe régional d’experts sur le climat, différencie quant à lui, dans une étude de 2020, trois grands types de climats pour la région Normandie, nuancés à une échelle plus fine par les facteurs géographiques locaux. La commune est, selon ce zonage, exposée à un « climat maritime », correspondant au Cotentin et à l'ouest du département de la Manche, frais, humide et pluvieux, où les contrastes pluviométrique et thermique sont parfois très prononcés en quelques kilomètres quand le relief est marqué.
Pour la période 1971-2000, la température annuelle moyenne est de 11,1 °C, avec une amplitude thermique annuelle de 11,2 °C. Le cumul annuel moyen de précipitations est de 915 mm, avec 13,9 jours de précipitations en janvier et 8,3 jours en juillet. Pour la période 1991-2020, la température moyenne annuelle observée sur la station météorologique la plus proche, située sur la commune de Gouville-sur-Mer à 25 km à vol d'oiseau, est de 12,2 °C et le cumul annuel moyen de précipitations est de 844,8 mm,. Pour l'avenir, les paramètres climatiques de la commune estimés pour 2050 selon différents scénarios d’émission de gaz à effet de serre sont consultables sur un site dédié publié par Météo-France en novembre 2022.

## Urbanisme

### Typologie
Au 1er janvier 2024, Saint-Nicolas-de-Pierrepont est catégorisée commune rurale à habitat dispersé, selon la nouvelle grille communale de densité à sept niveaux définie par l'Insee en 2022.
Elle est située hors unité urbaine et hors attraction des villes,.

### Occupation des sols
L'occupation des sols de la commune, telle qu'elle ressort de la base de données européenne d’occupation biophysique des sols Corine Land Cover (CLC), est marquée par l'importance des territoires agricoles (89,5 % en 2018), en diminution par rapport à 1990 (92,1 %).
La répartition détaillée en 2018 est la suivante : prairies (36,3 %), zones agricoles hétérogènes (30,4 %), terres arables (22,7 %), milieux à végétation arbustive et/ou herbacée (5,5 %), forêts (3,1 %), zones humides intérieures (1,9 %).

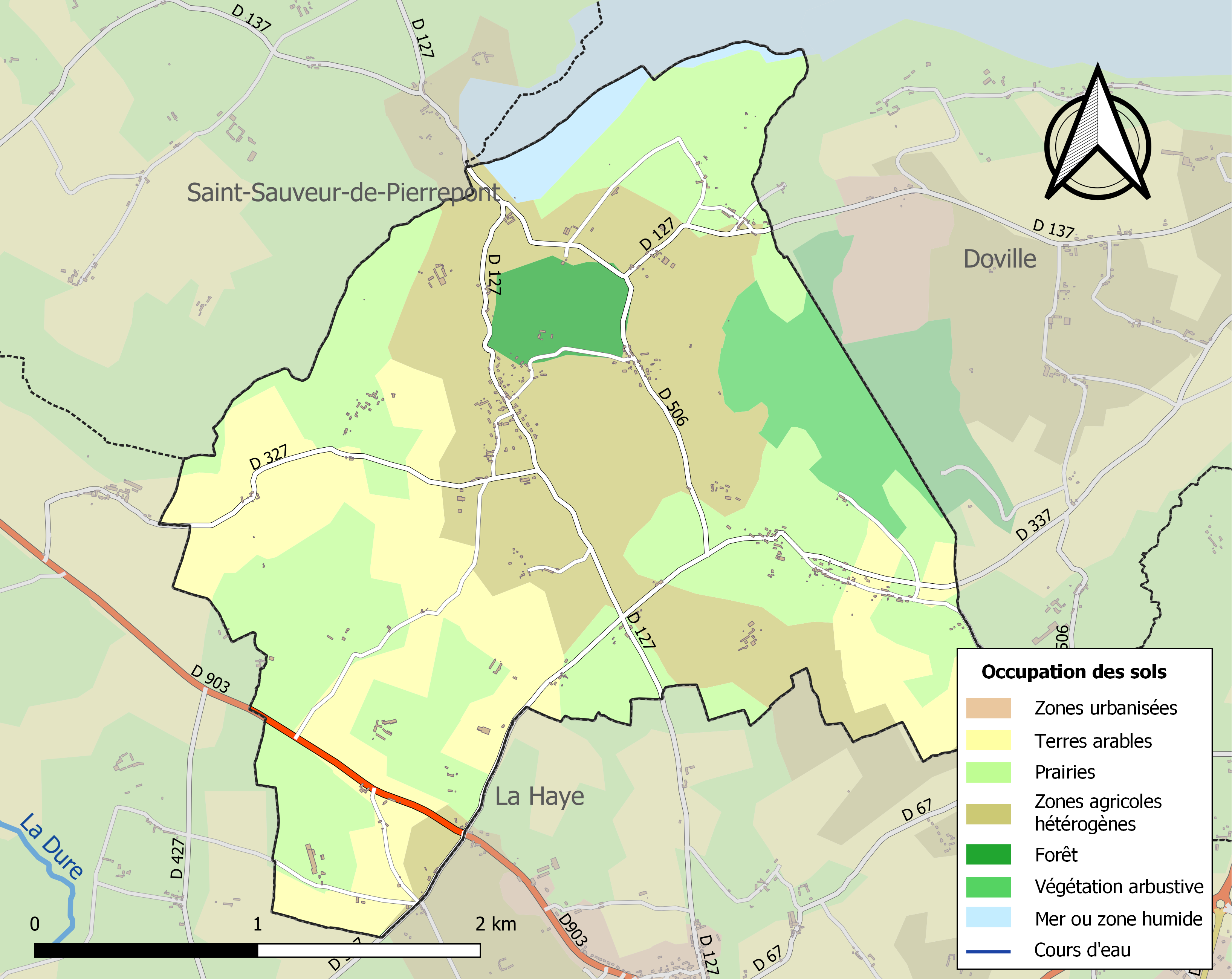
Carte des infrastructures et de l'occupation des sols de la commune en 2018 (CLC).

L'évolution de l’occupation des sols de la commune et de ses infrastructures peut être observée sur les différentes représentations cartographiques du territoire : la carte de Cassini (XVIIIe siècle), la carte d'état-major (1820-1866) et les cartes ou photos aériennes de l'IGN pour la période actuelle (1950 à aujourd'hui).

## Toponymie
Le nom de la localité est attesté sous les formes de Petri Ponte au XIIIe siècle, de Petraponte en 1332, Sanctus Nicholaus de Pétroponte sans date, Pierrepont en 1789, Saint Nicolas de Pierrepont en 1793, Saint-Nicolas-de-Pierrepont en 1801, Pierrepont-en-Cotentin en 1972, Saint-Nicolas-de-Pierrepont en 1973, Saint-Nicolas-de-Pierrepont en 1982, Pierrepont-en-Cotentin en 1983.
Saint Nicolas désigne plusieurs saints du christianisme dont le plus célèbre est saint Nicolas de Myre.
Pierrepont rappellerait la présence d'un pont de pierre situé en limite de territoire, entre Saint-Nicolas et Saint-Sauveur.
Au cours de la période révolutionnaire de la Convention nationale (1792-1795), la commune a porté le nom de Pierrepont.

## Histoire

### Moyen Âge
Un Robert de Pierrepont combattit en 1066 à Hastings et obtint d'importants domaines en Angleterre dans le comté de Nottingham, notamment la seigneurie de Holme qui reçut le surnom de Pierrepont.

### Temps modernes
En 1567, Charlles Le tellier, écuyer, sieur de Escauleville, est taxé pour ce fief de 40 solz dans le rôle des nobles et roturiers, au titre du ban et de l'arrière ban de la vicomté de Coutances, réalisé par Gilles Dancel, seigneur d'Audouville, lieutenant général du bailli de Cotentin, tenu à Coutances les 20-22 octobre. Le fief de Escauleville à Saint-Nicolas-de-Pierrepont, quart de fief de haubert, relevait de la baronnie de Langle de Néhou.
Il y eut dans la paroisse un prêche protestant nommé la chapelle ès Huguenots.

### Époque contemporaine
En 1972, la commune s'associe à Baudreville, Bolleville et Saint-Sauveur-de-Pierrepont, la commune résultante prenant le nom de Pierrepont-en-Cotentin. Baudreville se retire de l'association en 1979, puis Bolleville et Saint-Sauveur-de-Pierrepont en 1982, la commune reprenant alors son ancien nom.

## Politique et administration

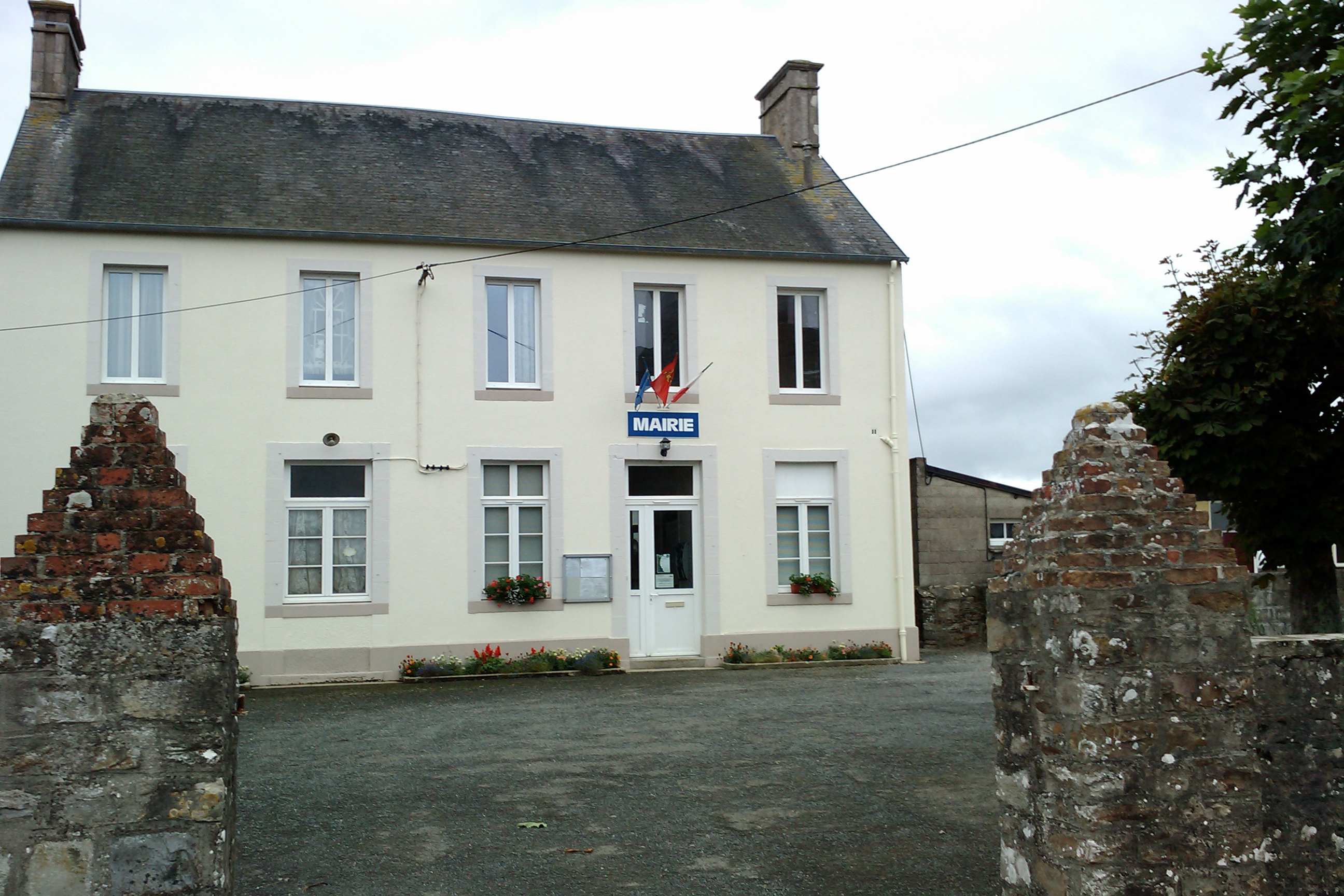
La mairie.

| Période                                  | Période    | Identité                    | Étiquette | Qualité                       |
| ---------------------------------------- | ---------- | --------------------------- | --------- | ----------------------------- |
| 1793                                     | 1799       | Gilles Regnaule Desvergée   |           |                               |
| 1799                                     | 1806       | François Regnaule Desvergée |           |                               |
| 1806                                     | 1826       | Pierre Moulin               |           |                               |
| 1827                                     | 1837       | Marin Nicolas Fossey        |           | Cultivateur                   |
| 1837                                     | 1840       | Jean-Baptiste Delalande     |           |                               |
| 1840                                     | 1848       | Pierre Mauger               |           |                               |
| 1848                                     | 1853       | Marin Nicolas Fossey        |           | Cultivateur                   |
| 1853                                     | 1868       | Pierre Mauger               |           |                               |
| 1868                                     | après 1892 | Pierre Letourneur           |           |                               |
| 11 janvier 1925                          |            | Dujardin                    |           |                               |
|                                          |            |                             |           |                               |
| juin 1995                                | 2009       | Raymond Létang              | SE        | Retraité chauffeur mécanicien |
| mars 2009                                | 2020       | Patrick Folliot             | SE        | Retraité                      |
| 2020                                     | En cours   | Yves Canonne                |           |                               |
| Les données manquantes sont à compléter. |            |                             |           |                               |

## Population et société

### Démographie
L'évolution du nombre d'habitants est connue à travers les recensements de la population effectués dans la commune depuis 1793. Pour les communes de moins de 10 000 habitants, une enquête de recensement portant sur toute la population est réalisée tous les cinq ans, les populations de référence des années intermédiaires étant quant à elles estimées par interpolation ou extrapolation. Pour la commune, le premier recensement exhaustif entrant dans le cadre du nouveau dispositif a été réalisé en 2007.
En 2022, la commune comptait 299 habitants, en évolution de −1,32 % par rapport à 2016 (Manche : −0,31 %, France hors Mayotte : +2,11 %).
Association en 1972 : Baudreville, Bolleville, Saint-Sauveur-de-Pierrepont. Retrait de l'association en 1979 : Baudreville. Retrait de l'association en 1982 : Bolleville et Saint-Sauveur-de-Pierrepont
| 1793 | 1800 | 1806 | 1821 | 1831 | 1836 | 1841 | 1846 | 1851 |
| ---- | ---- | ---- | ---- | ---- | ---- | ---- | ---- | ---- |
| 777  | 798  | 769  | 868  | 852  | 829  | 847  | 822  | 782  |

| 1856 | 1861 | 1866 | 1872 | 1876 | 1881 | 1886 | 1891 | 1896 |
| ---- | ---- | ---- | ---- | ---- | ---- | ---- | ---- | ---- |
| 746  | 752  | 697  | 662  | 634  | 601  | 656  | 617  | 577  |

| 1901 | 1906 | 1911 | 1921 | 1926 | 1931 | 1936 | 1946 | 1954 |
| ---- | ---- | ---- | ---- | ---- | ---- | ---- | ---- | ---- |
| 539  | 524  | 464  | 378  | 385  | 389  | 369  | 363  | 361  |

| 1962 | 1968 | 1975 | 1982 | 1990 | 1999 | 2006 | 2007 | 2012 |
| ---- | ---- | ---- | ---- | ---- | ---- | ---- | ---- | ---- |
| 292  | 275  | 871  | 699  | 251  | 249  | 247  | 247  | 282  |

| 2017 | 2022 | - | - | - | - | - | - | - |
| ---- | ---- | - | - | - | - | - | - | - |
| 306  | 299  | - | - | - | - | - | - | - |

## Culture locale et patrimoine
On voit depuis la route touristique son clocher fortifié. Les nombreuses « chasses » — terme du Cotentin désignant un chemin généralement bordé de haies — permettent de traverser la commune de part en part.

### Lieux et monuments
- Église Saint-Nicolas des XIIe, XIIIe – XVe siècles, avec son clocher fortifié auquel on peut avoir accès (la clé est disponible à la maison d'en face) et d'où on peut voir le bocage, les monts, la mer, Jersey par temps clair. L'église gothique est du XIIIe siècle, reconstruite en partie au XVIIIe siècle. Son clocher fortifié à mâchicoulis, et couronnement à parapet (chemin de ronde) a été ajouté dans la seconde moitié du XIVe siècle[29]. Outre ses fenêtres à lancettes et des ornements flamboyants, elle abrite dans la chapelle de gauche un retable avec une mise au tombeau de la fin du XVIe[30] classée en 1908 au titre objet aux monuments historiques[31], ainsi qu'un bénitier des XVe-XVIe, une épitaphe de Guillaume de Pierrepont et plaque commémorative de Jean de Pierrepont du XVIe, des fonts baptismaux du XVIIIe, les statues mutilées du XVIIe Vierge et saint Jean l'Évangéliste, une verrière du XXe de Gabriel Loire. La voûte lambrissée date du XVIIIe siècle.
- Croix de cimetière du XVIIe siècle face à l'ancien presbytère.
- Manoir de la Hurie des XVIe et XVIIIe siècles[32] avec en façade une tourelle cylindrique en échauguette. On accède au manoir par un perron à un rez-de-chaussée surmonté de deux niveaux avec des lucarnes à frontons triangulaires.
- Manoir de Bouttemont du XVIe siècle[32] avec une forte tour d'angle muni d'arquebusières, et une entrée avec un assommoir.
- Manoir de la Cour, grand logis avec une tourelle, dans une cour. Une partie plus basse encadre une tour ronde. On accède au manoir par une allée qui aboutit à une porte double, charretière et piétonne, avant d'accéder à la Cour. L'ensemble date des XVIe et XVIIIe siècles[32], mais la chapelle arbore une porte plus ancienne.
- Manoir d'Écaulleville du XVIe siècle. Possession de la famille de Pierrepont , il avait une « chapelle ès huguenots » qui servit jusqu'en 1685 au culte protestant[33].
- Manoirs de la Hurie, de la Croûte.
- Maisons anciennes au village de la Louetterie.
- Tour d'un moulin à vent dominant la lande de Bouttemont.
- Lavoirs à la Louetterie, à Launay, au Cardronnet, à la Dujardinière.
- Plusieurs puits et fontaines.